# The Younger Brothers (film 1908)
The Younger Brothers è un cortometraggio muto del 1908 diretto da E. Lawrence Lee.

## Produzione
Il film fu prodotto dalla Essanay Film Manufacturing Company. Venne girato a Berrien Springs, nel Michigan.

## Distribuzione
Distribuito dalla Essanay Film Manufacturing Company, il film uscì nelle sale cinematografiche USA il 20 giugno 1908. Venne vietato a Lancaster, in Pennsylvania, a causa dei suoi contenuti violenti.